# Potamonautes parvispina
Potamonautes parvispina is een krabbensoort uit de familie van de Potamonautidae. De wetenschappelijke naam van de soort is voor het eerst geldig gepubliceerd in 1997 door Stewart.